# Gale W. McGee

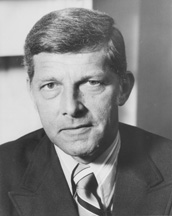
Gale W. McGee

Gale William McGee, född 17 mars 1915 i Lincoln, Nebraska, död 9 april 1992 i Washington, D.C., var en amerikansk demokratisk politiker och diplomat. Han representerade delstaten Wyoming i USA:s senat 1959-1977. Han var därefter USA:s OAS-ambassadör 1977-1981. Från och med 2022 var han den siste demokraten som har representerat Wyoming i den amerikanska senaten.
McGee avlade 1936 sin grundexamen vid Nebraska State Teachers College. Han avlade därefter 1939 sin master vid University of Colorado och 1946 sin doktorsexamen i historia vid University of Chicago. Han arbetade därefter fram till 1958 som professor i amerikansk historia vid University of Wyoming.
I senatsvalet 1958 besegrade McGee mycket knappt ämbetsinnehavaren Frank A. Barrett. Han omvaldes 1964 och 1970. McGee var medlem i senatens utrikesutskott. Hans bok The Responsibilities of World Power utkom 1968. I boken varnar McGee för isolationismens faror. Enligt honom måste USA förbli aktiv inom Stillahavsregionen som motvikt till Kina.
I senatsvalet 1976 förlorade McGee mot republikanen Malcolm Wallop. USA:s president Jimmy Carter utnämnde honom följande år till OAS-ambassadör.
McGees grav finns på Oak Hill Cemetery i Washington, D.C.